# Cheilosia pacifica
Cheilosia pacifica är en tvåvingeart som beskrevs av Hunter 1897. Cheilosia pacifica ingår i släktet örtblomflugor, och familjen blomflugor.
Artens utbredningsområde är Kalifornien. Inga underarter finns listade i Catalogue of Life.